# 栗原良
栗原 良（くりはら りょう、1956年 - ）は、日本の俳優、AV男優、AV監督。旧芸名は栗原良二。かつては大野剣友会に所属していた。

## 出演作品

### 映画
- 団地妻 奴隷にさせて（1990年）
- 女暴行魔バイブ責め（1990年）
- 超アブノーマル・ペッティング 異常快楽（1990年）
- 団地妻 名器は頬ばる（1991年）
- 超ボディコンOL 後ろから前から（1992年）
- ザ・いんらん（1992年、新東宝）
- (秘)性感逆ソープ（1992年）
- (秘)潜入 逆ソープ天国（1992年）
- 超いんらん 色情不倫妻（1993年）
- 未亡人 シャワーonanie（1993年）
- 巨尻折檻（1993年）
- (秘)回転逆ソープ（1993年）
- 本番授業 巨乳にぶっかけろ!（1994年）
- 逆ソープ 究極の48手（1994年）
- 全身性感帯 超いんらん女（1994年）
- 近所のおばさん 男あさり（1994年）
- 巨乳秘書 逆レイプ（1994年）
- 近所のおばさん2 のしかかる!（1994年）
- 水沢早紀の愛人志願（1994年）
- 熟年夫婦 (秘)淫内性生活（1995年）
- 狂乱のエロ妻 一度はしたい女たち（2003年） - 亀山
- たまもの（2004年） - 千葉宏
- セックスの向こう側〜AV男優という生き方（2012年）

### テレビドラマ
- 鬼平犯科帳'82（1982年、ANB）
  - 第18話「大川の隠居」
  - 第25話「本門寺暮色」
- スケバン刑事III 少女忍法帖伝奇（1987年、CX）
  - 第9話「ねらわれた秘伝奥義! コマンドーvs唯」
  - 第21話「三代目失格!? 唯がヨーヨーを返す日」
  - 第30話「第一部完結 唯vs翔 運命の戦い!」 - 呪道衆・九佐
- 少女コマンドーIZUMI 第3話「三人のターミネーター」（1987年、CX）

### オリジナルビデオ
- お天気お姉さんR（1996年、バンダイビジュアル） - 坂口敏生
- 淫母の性教育/奥までちょうだい!（2005年）
- 新任バスガイド 発情モデル撮影会ツアー（2005年）
- 5分前 歪んだ時効（2007年）
- 「夫に調教されて」初めてのスワッピング（2011年）
- ボディ・ファンド オークションされた女（2012年）
- Revenge 〜或いは時に刻まれ続けたオンナの葛藤〜（2015年）
- 妹になりたくて。（2016年）

### ウェブドラマ
- 救星戦隊ワクセイバー スペシャル（2025年2月14日 - 、GIGA特撮チャンネル） - 炎竜聖ドーラ＝ゴラム 役